# Lasioglossum mendocinense
Lasioglossum mendocinense är en biart som först beskrevs av Michener 1936.  Lasioglossum mendocinense ingår i släktet smalbin, och familjen vägbin. Inga underarter finns listade i Catalogue of Life.